# Recebimento de vantagem indevida
Recebimento de vantagem indevida ou vantagem indevida de forma geral para configuração de crime de concussão é qualquer enriquecimento ilícito, seja dinheiro ou qualquer outra utilidade. Ao agente público não se permite colher vantagens em virtude do exercício de suas atividades. Por força do princípio da legalidade, motor do Estado de Direito, ao agente público não é permitido, em nenhuma hipótese, agir contra legem ou praeter legem. Agir secundum legem é comportamento necessário de sua condição.
No Código Penal, art. 317 é uma forma simples de corrupção passiva. Solicitar ou receber, para si ou para outrem, direta ou indiretamente, ainda que fora da função ou antes de assumi-la, mais em razão dela, vantagem indevida, ou aceitar promessa de tal vantagem.
Na corrupção passiva, com relação ao caráter da vantagem indevida solicitada, recebida ou prometida, prevalece a interpretação mais ampla, considerando relevante qualquer espécie de retribuição, ainda que não de natureza econômica.